# Otto Ernst Sutter
Otto Ernst Sutter (Pseudonyme: Jodokus Vydt, Balthasar Mooser, Chronist, Erdgeist, Kalendermann (im SWF-Rundfunk), Landschreiber (von Liel), Hieronymus Distelzweig, Franz Xaver Fromherz, Leomontanus (Löwenberger), Nostradamus, Lambert Rebholz) (* 2. Juli 1884 in Freiburg im Breisgau; † 28. Februar 1970 in Gengenbach) war ein deutscher Ingenieur, Journalist, Reporter und Schriftsteller.

## Leben
Der Sohn eines Holzhändlers besuchte in Neustadt im Schwarzwald die Volksschule und von 1894 bis 1903 das Berthold-Gymnasium Freiburg, wo er das Abitur ablegte. Nach seinem Militärdienst als Einjährig-Freiwilliger studierte er von 1904 bis 1909 Bauingenieurwesen an der Technischen Hochschule Karlsruhe, wo er die Diplom-Hauptprüfung bestand. Dort wurde er Mitglied der Karlsruher Burschenschaft Tulla, damals noch als „A.I.V. Tulla“ bekannt.
Ab 1909 arbeitete Sutter als Journalist und war Korrespondent der Frankfurter Zeitung in Karlsruhe. Er trat der Deutschen Volkspartei bei und war dort als Parteisekretär aktiv. In den 1920er Jahren wurde er Direktor der Frankfurter Messe und wirkte als zentraler Berater des damaligen Frankfurter Oberbürgermeisters Ludwig Landmann. Im Umfeld dessen expansiver und innovativer Kommunalpolitik (etwa am Neuen Frankfurt) war Sutter vielfach als Organisator und Ideengeber tätig, so für die Frankfurter Internationale Ausstellung „Musik im Leben der Völker“ oder bei der Einrichtung des Goethepreises, der 1927 gestiftet wurde. Sutter war auch Mitglied im Bund Rheinischer Dichter mit dessen Gründer und Vorsitzenden Alfons Paquet, der ebenfalls eine prominente Rolle im kulturellen Leben Frankfurts unter Landmann spielte, der eng befreundet war. Obwohl Sutter vor 1933 dezidiert für demokratische Positionen und den Weimarer Staat einstand, trat er 1938 der NSDAP bei.
Sutter war Ende der 1920er Jahre Vorsitzender des Deutschen Reklame-Verbands, der sich 1933 auflöste und geschlossen der neuen Nationalsozialistischen Reichsfachschaft Deutscher Werbefachleute beitrat. Als Vorsitzender des Landesfremdenverkehrsverbands Karlsruhe hielt er im Dritten Reich u. a. „Aufklärungskurse über Verkehrswerbung“. Für die Reichsgruppe Fremdenverkehr der Reichswirtschaftskammer verfasste er 1940 zwei „Einführungen in das Gaststätten- und Beherbergungsgewerbe“ für „deutsche Mädchen“ und „deutsche Jungen“.
1955 wirkte er bei der Organisation der Landesausstellung „Baden-Württemberg“ in Stuttgart mit und organisierte 1960 die Ausstellung „J. P. Hebel“ in Karlsruhe anlässlich des 200. Geburtstags des Dichters.
Otto Ernst Sutter war dreimal verheiratet. 1910 heiratete er Ilse Emma Luise Wolf, 1924 die Sopranistin Beatrice Sutter-Kottlar. Von 1931 bis 1937 lebte er als freischaffender Schriftsteller auf Schloss Liel bei Schliengen. In dritter Ehe war Sutter von 1941 bis zu seinem Tod mit der Schauspielerin Lina Carstens verheiratet und hatte von 1943 bis 1970 seinen Wohnsitz in Gengenbach. Er hatte einen Sohn und zwei Töchter.
Sein literarisches Werk ist meist in der Landschaft am Oberrhein und im Markgräflerland angesiedelt. Unter anderem trat Sutter auch als leidenschaftlicher Verfechter des Landschafts- und Denkmalschutzes in Südbaden auf. So trug er zusammen mit anderen wesentlich zur Erhaltung des historischen Stadtbilds von Gengenbach bei. Auch setzte er sich für die Erhaltung der alten Holzbrücke bei Forbach sowie der Landschaft rund um den Mummelsee ein.
Neben der Schriftstellerei war er weiterhin für verschiedene Blätter journalistisch tätig, so etwa für die Badische Zeitung, in der er unter dem Pseudonym Jodokus Vydt als Landschreiber zahlreiche Beiträge schrieb. Auch war er dem Rundfunk und dem Fernsehen verbunden, wo er vor allem im Landesstudio Freiburg des Südwestfunks mitarbeitete. Im ZDF war er in den Sendereihen Die Drehscheibe und Mosaik – Das Magazin für die ältere Generation regelmäßig vertreten. 
Als Erinnerung an seine zweite Ehefrau Beatrice Sutter-Kottlar ließ Sutter Ende der 1930er Jahre im Naturschutzgebiet Auf der Eckt oberhalb des Eggenertals ein Holzkreuz aufstellen, das noch heute bei Wanderern ein beliebtes Ausflugsziel ist. Das Denkmal ist weithin als Sutterkreuz bekannt.

## Ehrungen
- 1923: Ehrensenator der Technischen Hochschule Karlsruhe
- 1952: Verdienstkreuz am Bande der Bundesrepublik Deutschland
- 1969: Ehrenbürgerwürde von Gengenbach
- Benennung eines Wegs in Gengenbach